# Håvard Jørgensen (zapaśnik)
Håvard Jørgensen (ur. 10 kwietnia 1999) – norweski zapaśnik walczący w stylu klasycznym. Zajął trzynaste miejsce na mistrzostwach świata w 2023 roku.
Brązowy medalista mistrzostw Europy w 2023. Siódmy na igrzyskach europejskich w 2019. Mistrz nordycki w 2019 i 2021. Trzeci na MŚ kadetów w 2014, mistrz Europy w 2016 roku.
Mistrz Norwegii w 2023 i 2025; drugi w 2017; trzeci w 2015 i 2016 roku.